# Peščenica – Žitnjak
Peščenica – Žitnjak gradska je četvrt u samoupravnom ustrojstvu Grada Zagreba. Osnovana je Statutom Grada Zagreba 14. prosinca 1999. čime su dvije, do tada odvojene gradske općine (Peščenica i Žitnjak), integrirane u jedinstvenu gradsku četvrt. Prema popisu iz 2011. površina četvrti iznosi 35,26 km2, dok je broj stanovnika 56 487.

## Opis
Četvrt obuhvaća jugoistočni dio grada, a sklopu četvrti je i samostalno naselje Ivanja Reka. Sjeverni dio (Peščenica) omeđen je Heinzelovom ulicom, na sjever do Zvonimirove ulice. Južni dio istočno je od Držićeve avenije, južno od Slavonske avenije, a sjeverno od Save. Peščenica je tradicionalni dio grada. Žitnjak se nalazi na krajnjem istočnom dijelu grada. 
Većina stanovnika četvrti stanuje na Peščenici, urbaniziranom prostoru koji, posebice svojim najsjevernijim dijelom, pripada širem gradskom središtu, a nastavlja se na istočni dio Donjeg grada. 
Četvrt obuhvaća naselja (kvartove): Volovčica, Borongaj, Ferenščica, Borovje, Savica Šanci,  Folnegovićevo naselje, Petruševec, Struge, Kozari putevi, Kozari Bok, Vukomerec, Resnik i Ivanja Reka. U četvrti se nalaze Župna crkva bl. Augustina Kažotića, Župna crkva Predragocjene Krvi Isusove, Župna crkva Rođenja Blažene Djevice Marije,  zagrebačka džamija i Islamski centar (Folnegovićevo naselje) te brojni industrijski pogoni. Nalazi se i popularan trgovački centar City Center One East.
Žitnjak – susjedno dobro kraj Petruševca. Nekad je Sava tekla sjevernije od Petruševca i Filipovca, pa je ovo dobro bilo na strani Turopolja. Isprva se kraj zvao Filipovac, po Filipu, sinu Dobšinom. Ne zna se kad se pojavio oronim Žitnjak.
Na Žitnjaku, u predjelu Savica Šanci, smjestila se skupina manjih jezera, ostataka nekadašnjih savskih rukavaca i šljunčara, koja predstavlja jedinstven kompleks vodnoga i parkovno-šumskog, od 1991. zaštićenog krajolika, s izdvojenim zoološkim rezervatom. U tom “ribičkom raju” svoje je stanište našlo više od 150 vrsta ptica, među kojima su 53 vrste močvarica.
U ovom su dijelu grada smještena i dva značajna vodocrpilišta: Sašnjak u peščeničkom i Petruševec u žitnjačkom dijelu četvrti. Na ovom potonjem grade se novi bunari pa bi ono uskoro trebalo postati najvećim gradskim vodocrpilištem.

## Vijeće gradske četvrti Peščenica – Žitnjak
- predsjednik: nije izabran
- potpredsjednik: nije izabran

Vijeće gradske četvrti Peščenica – Žitnjak ima 19 zastupnika.
| lista | lista                                                                  | nositelj liste       | glasovi | postotak | mandati |
| ----- | ---------------------------------------------------------------------- | -------------------- | ------- | -------- | ------- |
|       | Možemo! – SDP                                                          | Tomica Rižmarić      | 7836    | 42,89 %  | 10 / 19 |
|       | HDZ – Domovinski pokret – HSU – HSS                                    | Mato Ačkar           | 3637    | 19,91 %  | 4 / 19  |
|       | Zagreb United                                                          | Mato Šimić           | 1757    | 9,61 %   | 2 / 19  |
|       | Jedino Hrvatska! – Domino – Hrvatski suverenisti – Blok za Hrvatsku    | Marinko Raič         | 1524    | 8,34 %   | 1 / 19  |
|       | Blok umirovljenici zajedno – Plavi grad                                | Domagoj Lovrić       | 1493    | 8,17 %   | 1 / 19  |
|       | NL Pavle Kalinić – Stranka umirovljenika – Umirovljenici zajedno – ZDS | Marijo Pisk          | 1258    | 6,88 %   | 1 / 19  |
|       | Most – HSP                                                             | Iris Veronika Cetina | 762     | 4,17 %   | 0 / 19  |

## Kultura
- Centar kulture na Peščenici
- Pešča ChillOUT[5]

## Galerija
- Župna crkva Blaženog Augustina Kažotića na križanju Ulice grada Vukovara i Ivanićgradske
- Zagrebačka džamija u Folnegovićevom naselju
- Jedno od jezera Savica
- ŠRD Pešćenica pored jezera Savica

## Vanjske poveznice
- Službene stranice grada Zagreba
- Službena web stranica Gradske četvrti